# Hayastani Ankaxowt'yan Gavat' 2002
La Hayastani Ankaxowt'yan Gavat' 2002 (conosciuta anche come Coppa dell'Indipendenza) è stata la undicesima edizione della Coppa nazionale armena. Il torneo è iniziato il 30 marzo e si è concluso il 27 maggio 2002. Il Pyunik Erevan ha vinto la coppa per la seconda volta battendo in finale il Zvartnots Erevan.

## Ottavi di finale
Gli incontri di andata si disputarono il 30 e 31 marzo mentre quelli di ritorno tra il 3 e il 7 aprile 2002.
| Squadra 1          | Totale | Squadra 2        | Andata | Ritorno |
| ------------------ | ------ | ---------------- | ------ | ------- |
| Dinamo Yeghvard    | 0 - 13 | Pyunik Erevan    | 0 - 5  | 0 - 8   |
| Banants            | 4 - 1  | Gharabagh Erevan | 3 - 0  | 1 - 1   |
| Lori Vanazdor      | 1 - 9  | Mika Ashtarak    | 1 - 2  | 0 - 7   |
| Lokomotiv Erevan   | 1 - 7  | Shirak Giumri    | 1 - 6  | 0 - 1   |
| FA Armavir         | 0 - 10 | Spartak Erevan   | 0 - 6  | 0 - 4   |
| Spartak Erevan 2   | 2 - 6  | Ararat Erevan    | 0 - 4  | 2 - 2   |
| Dinamo-2000 Erevan | 3 - 0  | Kotayk Abovyan   | 2 - 0  | 1 - 0   |
| Pyunik Erevan 2    | 1 - 12 | Zvartnots Erevan | 1 - 6  | 0 - 6   |

## Quarti di finale
Gli incontri di andata si disputarono il 19 e 20 mentre quelli di ritorno il 27 e 28 aprile 2002.
| Squadra 1        | Totale | Squadra 2          | Andata | Ritorno |
| ---------------- | ------ | ------------------ | ------ | ------- |
| Banants          | 1 - 4  | Pyunik Erevan      | 1 - 2  | 0 - 2   |
| Mika Ashtarak    | 2 - 2  | Shirak Giumri      | 0 - 1  | 2 - 1   |
| Zvartnots Erevan | 7 - 3  | Dinamo-2000 Erevan | 3 - 3  | 4 - 0   |
| Ararat Erevan    | 1 - 3  | Spartak Erevan     | 1 - 0  | 1 - 3   |

## Semifinale
Gli incontri di andata si disputarono il 14 e 15 mentre quelli di ritorno il 20 e 21 maggio 2002.
| Squadra 1        | Totale | Squadra 2      | Andata | Ritorno |
| ---------------- | ------ | -------------- | ------ | ------- |
| Pyunik Erevan    | 7 - 2  | Mika Ashtarak  | 4 - 1  | 3 - 1   |
| Zvartnots Erevan | 3 - 1  | Spartak Erevan | 0 - 0  | 3 - 1   |

## Finale
La finale si svolse il 27 maggio 2002.
| Erevan 27 maggio 2002                                                       | Pyunik Erevan | 2 – 0 | Zvartnots Erevan | Republican Stadium (10.000 spett.) |
| \| \| \| \| \| Mamadou Diawara 18’ Artavazd Karamyan 44’ \| Marcatori \| \| |               |       |                  |                                    |
|                                                                             |               |       |                  |                                    |
| Mamadou Diawara 18’ Artavazd Karamyan 44’                                   | Marcatori     |       |                  |                                    |